# WoW64
WoW64(Windows on Windows 64-bit에서)는 운영체제의 하위 시스템으로, 모든 64비트 버전의 마이크로소프트 윈도우에서 32비트 응용 프로그램들이 돌아가도록 도와준다. WOW64는 특히 윈도우 자체에 구조적인 변경을 수반하며 32비트 윈도우와 64비트 윈도우의 차이를 보완해 준다.

## 문제
윈도우 64비트 ABI는 말 그대로 Win32의 32비트 ABI를 64비트에 확장한 것이다. 따라서 64비트 ABI의 응용 프로그램은 8 테라바이트의 주소 공간을 독점하여 사용할 수 있는 것처럼 되어 있다. 여기에 하나의 문제점이 있다. 32비트 ABI의 코드를 넣을 수 있는 가상 공간 하위 4 기가바이트가 64비트 ABI에 독점되어 버린 일이다. 이 때문에, 32비트 ABI를 넣을 장소가 없고, 32비트 응용 프로그램은 물론, DLL나 OCX를 불러내는 일도 할 수 없게 되었다. 사실 마이크로소프트는, 32비트 ABI의 코드와 64비트 ABI의 코드를 서로 호출하는 일을 금지하고 있다.(thunk로 간접적으로 불러낼 수는 있지만 32비트 코드와 64비트 코드의 상호 호출 기능은 전혀 쓰이지 않는다). 인터넷 익스플로러가 그 예다. 32비트의 액티브엑스 구성 요소를 찾아내면, 64비트 버전의 인터넷 익스플로러는 설치를 중지한다. 이 때에는 32비트 버전의 인터넷 익스플로러를 사용해야 한다. 32비트 응용 프로그램과 64비트 응용 프로그램 사이에는 실행 파일 밖의 구성 요소를 서로 이용할 수가 없는 상당한 문제가 있다.

## 성능
마이크로소프트에 따르면, WOW64를 통해 실행되는 32비트 소프트웨어는 32비트 윈도우에서 실행할 때와 비슷한 성능을 내지만, 일부 스레드와 기타 부하가 있을 수 있다.

## 같이 보기
- 윈도우 온 윈도우

## 참조
1. ↑  “Performance and Memory Consumption Under WOW64”. Microsoft. 2013년 3월 7일에 원본 문서에서 보존된 문서. 2013년 5월 6일에 확인함.